# Keupån
Keupån är en å i Piteå kommun, Norrbotten. Högerbiflod till Lillpiteälven (dess största). Viktigaste källflöde Kilbergsån. Keupåns totala längd inklusive källflöden är cirka 20 kilometer. 